# Mercedes-Benz W 186

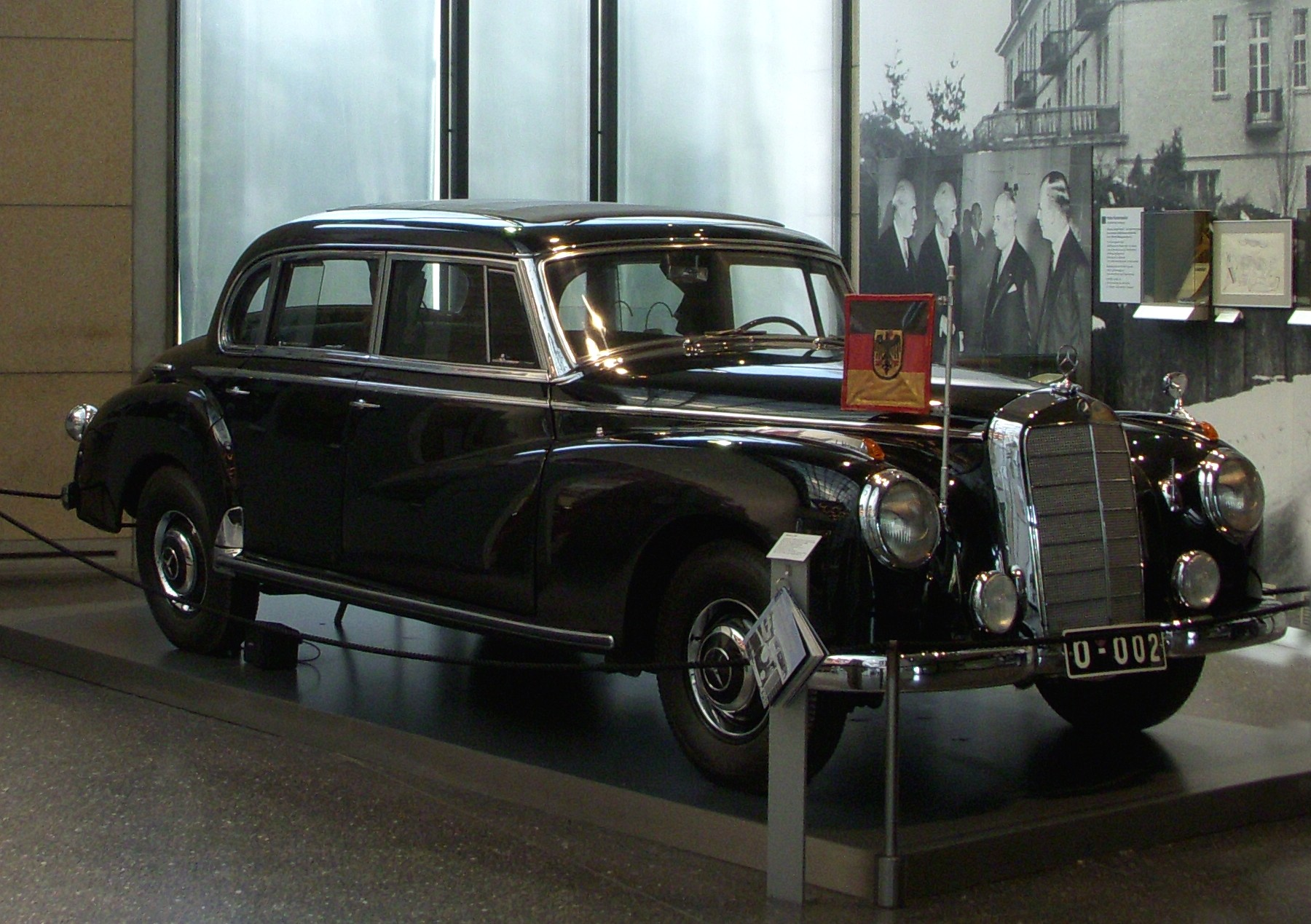
Der 1951 an das Bundeskanzleramt gelieferte Dienstwagen von Konrad Adenauer steht heute im Haus der Geschichte in Bonn

Die Baureihe Mercedes-Benz W 186 der Marke Mercedes-Benz ist allgemein unter der Verkaufsbezeichnung Mercedes-Benz 300 bekannt. Die Daimler-Benz AG stellte ihren neuen Pkw der Oberklasse mit Sechszylinder-Reihenmotor im April 1951 auf der 34. Internationalen Automobil-Ausstellung in Frankfurt am Main vor. Der davon abgeleitete zweitürige Mercedes-Benz 300 S (W 188) folgte im Oktober 1951 auf dem Salon de l’Automobile in Paris. Der Typ W 186 wurde 1957 durch den verbesserten W 189 ersetzt.

## Modellgeschichte

### Allgemeines
Der Mercedes-Benz 300 war die erste deutsche Repräsentationslimousine nach dem Zweiten Weltkrieg. Der anfangs 115 PS (85 kW) starke Mercedes 300 war nach dem 35 PS (26 kW) stärkeren 300 S und dem Porsche 356 1500 S (70 PS/51 kW) eines der schnellsten Serienfahrzeuge deutscher Produktion. Nachdem sich der erste deutsche Bundeskanzler Konrad Adenauer für dieses Fahrzeug als Dienstwagen entschieden hatte, bürgerte sich die Bezeichnung „Adenauer-Mercedes“ für den W 186-300er ein. Neben diesem Typ gab es noch andere 300er-Mercedes wie den W 188 oder den bekannten 300 SL „Flügeltürer“ (W 198).
Bis zur Einführung des Mercedes-Benz 600 (W 100) im Jahr 1964 war der W 186 bzw. sein Nachfolger W 189 „die“ deutsche Staatslimousine schlechthin, die auch von einigen Staatsoberhäuptern anderer Länder genutzt wurde. Ebenso war manch prominente Persönlichkeit Besitzer eines Mercedes-Benz 300.
Es gab nacheinander die Typen 300 (W 186 II), 300 b (W 186 III) und 300 c (W 186 IV).

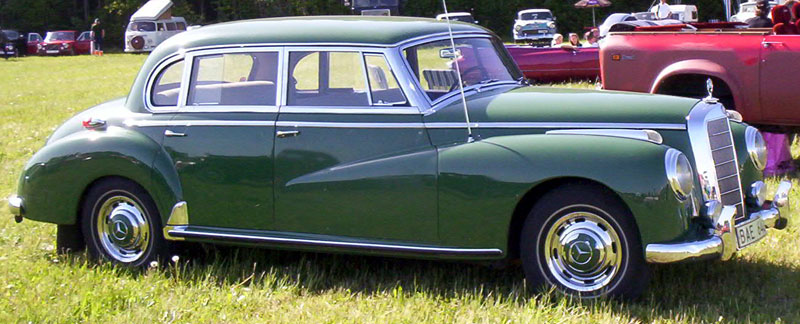
Seitenansicht Limousine

### Typ 300/300 Cabriolet D

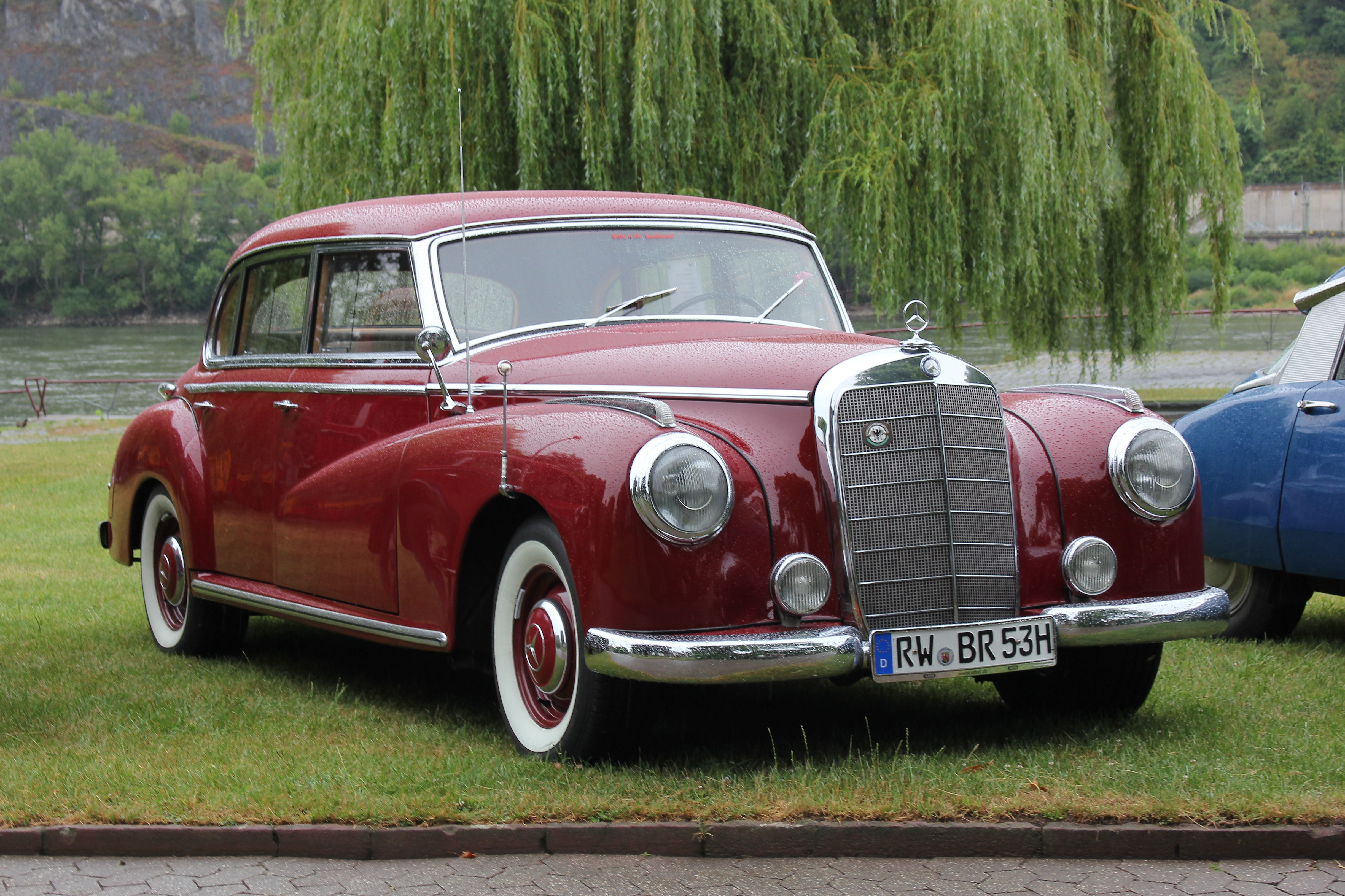

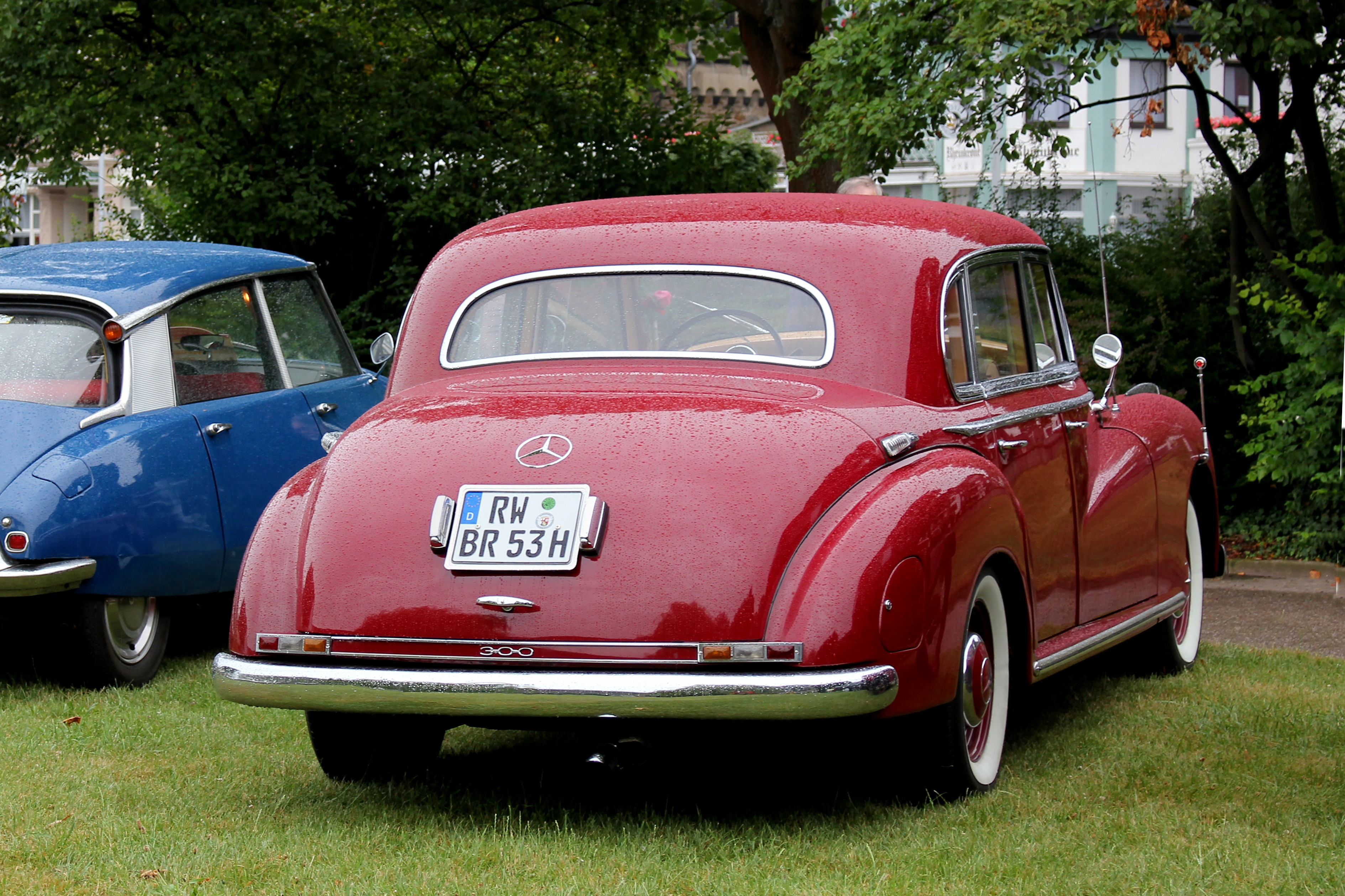
W 186 Heckansicht (1953)

Der im November 1951 eingeführte Mercedes 300 hatte die konstruktiven Merkmale des Typs W 159, der kriegsbedingt nicht über das Prototypenstadium hinauskam. Der schon beim Mercedes 230 verwendete Ovalrohr-Rahmen in X-Form kam auch hier zum Einsatz. Die auf das Fahrgestell mit einem Radstand von 3050 mm aufgesetzte Karosserie griff in modernisierter Form die Stilelemente des W 159 auf. Angetrieben wurde der 300er von einem 3-Liter-Sechszylindermotor mit zwei Vergasern und einer Leistung von 115 PS (85 kW). Auch dieser Motor ging konstruktiv auf das Vorkriegsaggregat M 159 zurück, eine Konstruktion mit 2,6 Liter Hubraum und hängenden Ventilen (OHV-Ventilsteuerung). Im Typ 300 wurde der Hubraum erhöht und die Nockenwelle in den Zylinderkopf verlegt (OHC-Ventilsteuerung). Die Kraft übertrug ein vollsynchronisiertes Vierganggetriebe, womit eine Höchstgeschwindigkeit von ca. 160 km/h erreicht wurde, damals ein beeindruckender Wert.
Das Fahrwerk entsprach dem der Typen 170 S und 220, war jedoch auf das höhere Gewicht und die Fahrleistungen des 300 abgestimmt. Bei schwerer Beladung bewirkte die elektrisch zuschaltbare Drehstabfederung den Niveauausgleich der Hinterräder. Es war auch ein Schiebedach bzw. Faltdach erhältlich. Eine technische Besonderheit der gesamten Baureihe 300 war die Zentralschmieranlage, die die damals noch üblichen Schmiernippel überflüssig machte. Was sonst einen Werkstattbesuch erforderte, konnte nun der Fahrer ohne anzuhalten durch Tritt auf einen Stempel links oben neben der Pedalerie erledigen. Eine weiße Kontrollleuchte, die alle 100 km aufleuchtete, erinnerte den Fahrer an diesen für die Betriebssicherheit regelmäßig notwendigen Vorgang.

### Typ 300 b/300 b Cabriolet D

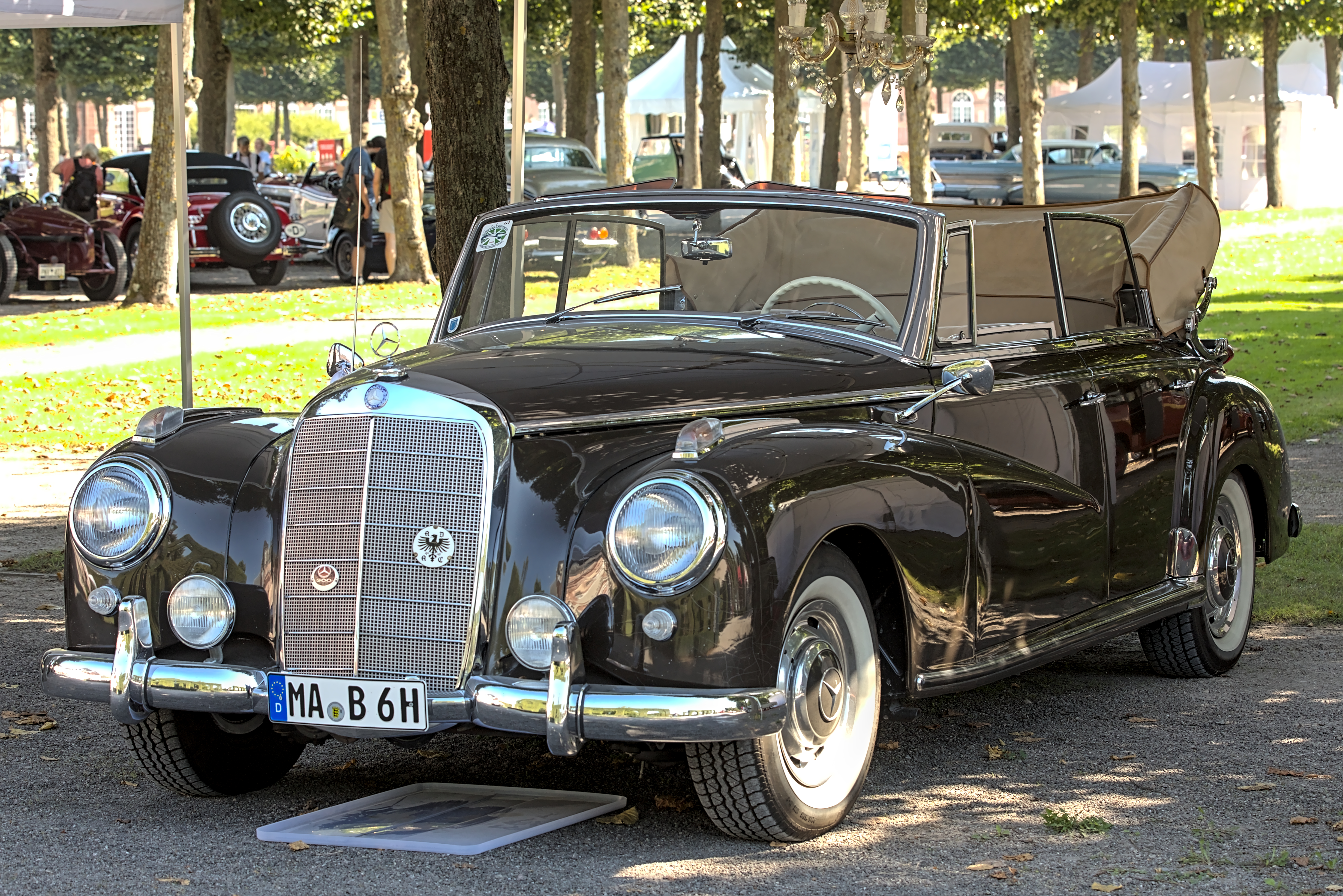
300 b Cabriolet D (1954)

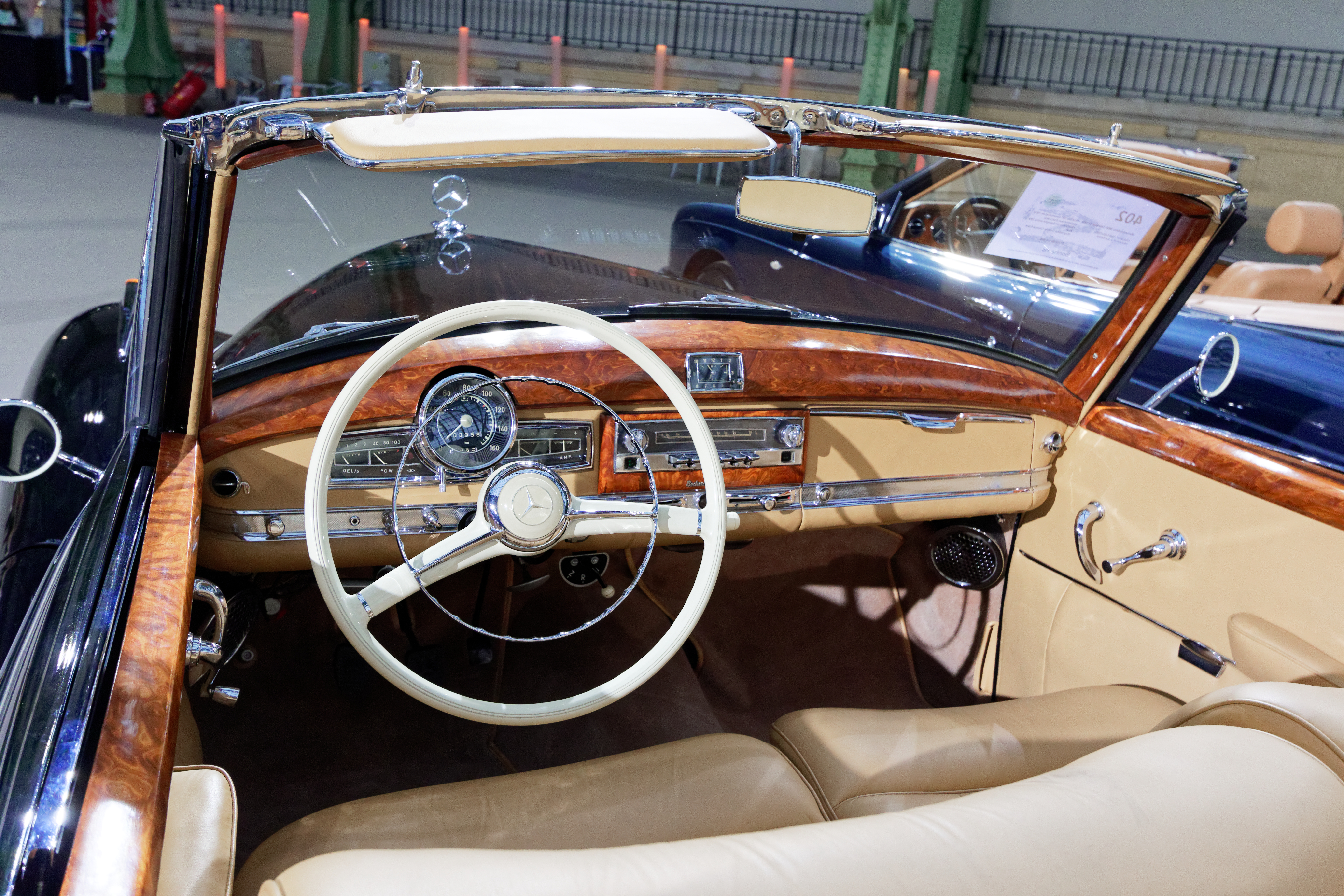
Interieur eines 300 b Cabriolet D

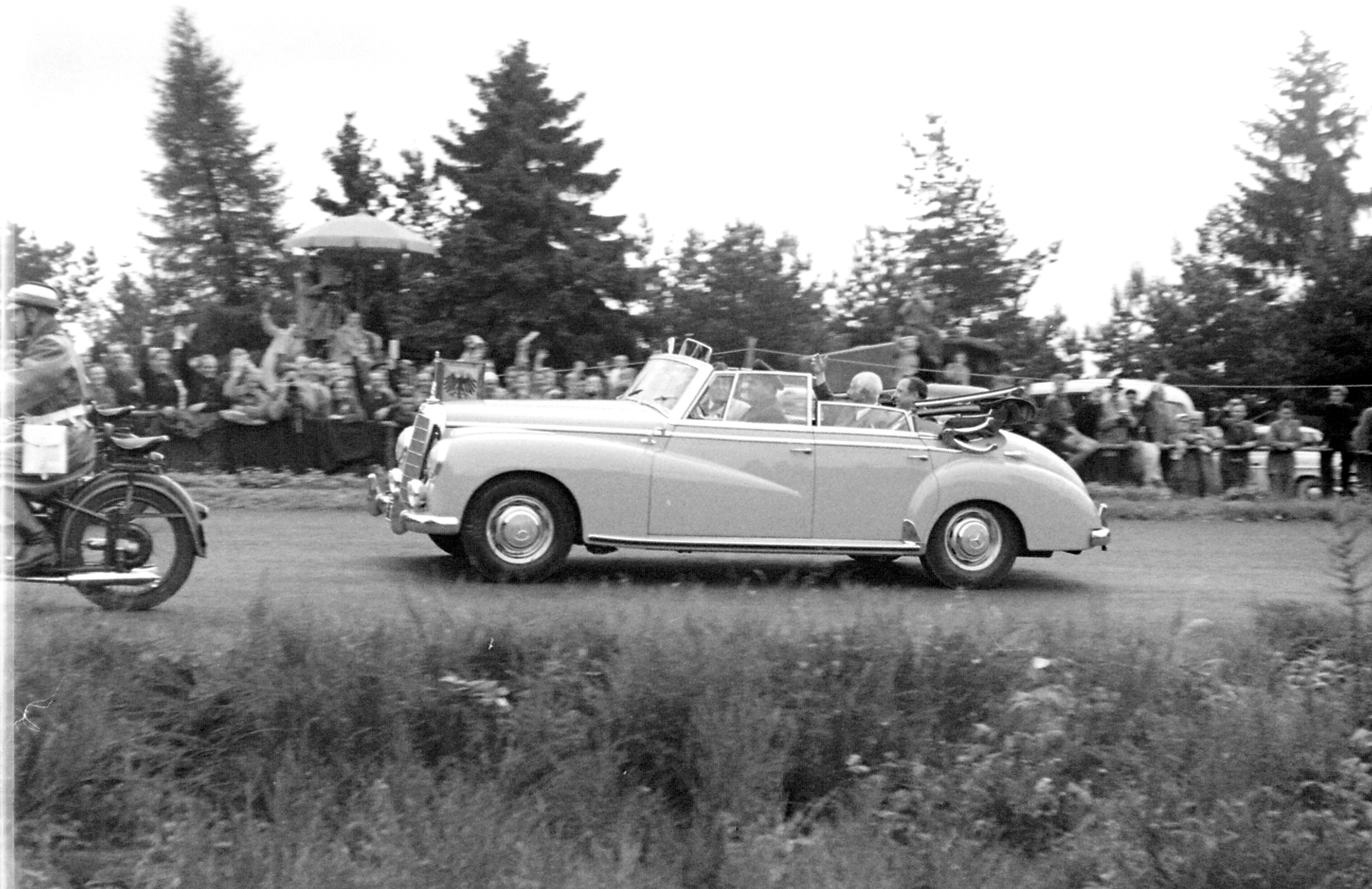
Bundespräsident Theodor Heuss 1954 in einem 300 b Cabriolet D

Im März 1954 wurde das Fahrzeug überarbeitet. Die Bremsen wurden durch breitere Bremsbacken und einen damals als Bremshelf bezeichneten Bremskraftverstärker verbessert. Damit war der Mercedes 300 b neben dem 300 SL der erste PKW mit Bremskraftverstärker. Die Motorleistung wurde auf 125 PS (92 kW) gesteigert, ferner erhielt der 300 b auch vorn Ausstellfenster. Weitere Gestaltungsmerkmale waren die verchromten Schutzbeschläge an den hinteren Kotflügeln und Stoßstangenhörner vorn und hinten.

### Typ 300 c/300 c Cabriolet D/300 c mit verlängertem Radstand

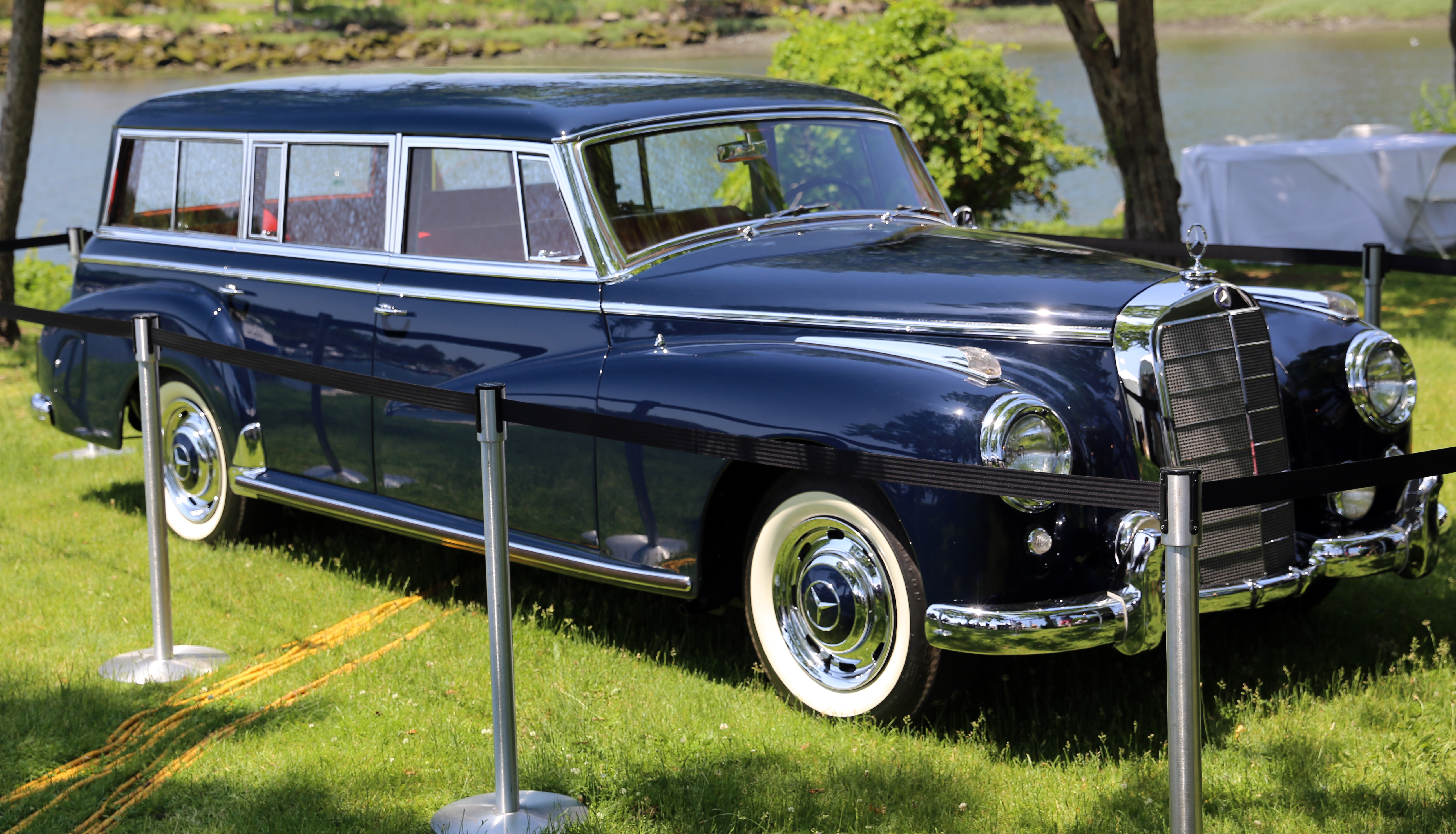
300 c mit Binz-Aufbau (1957)

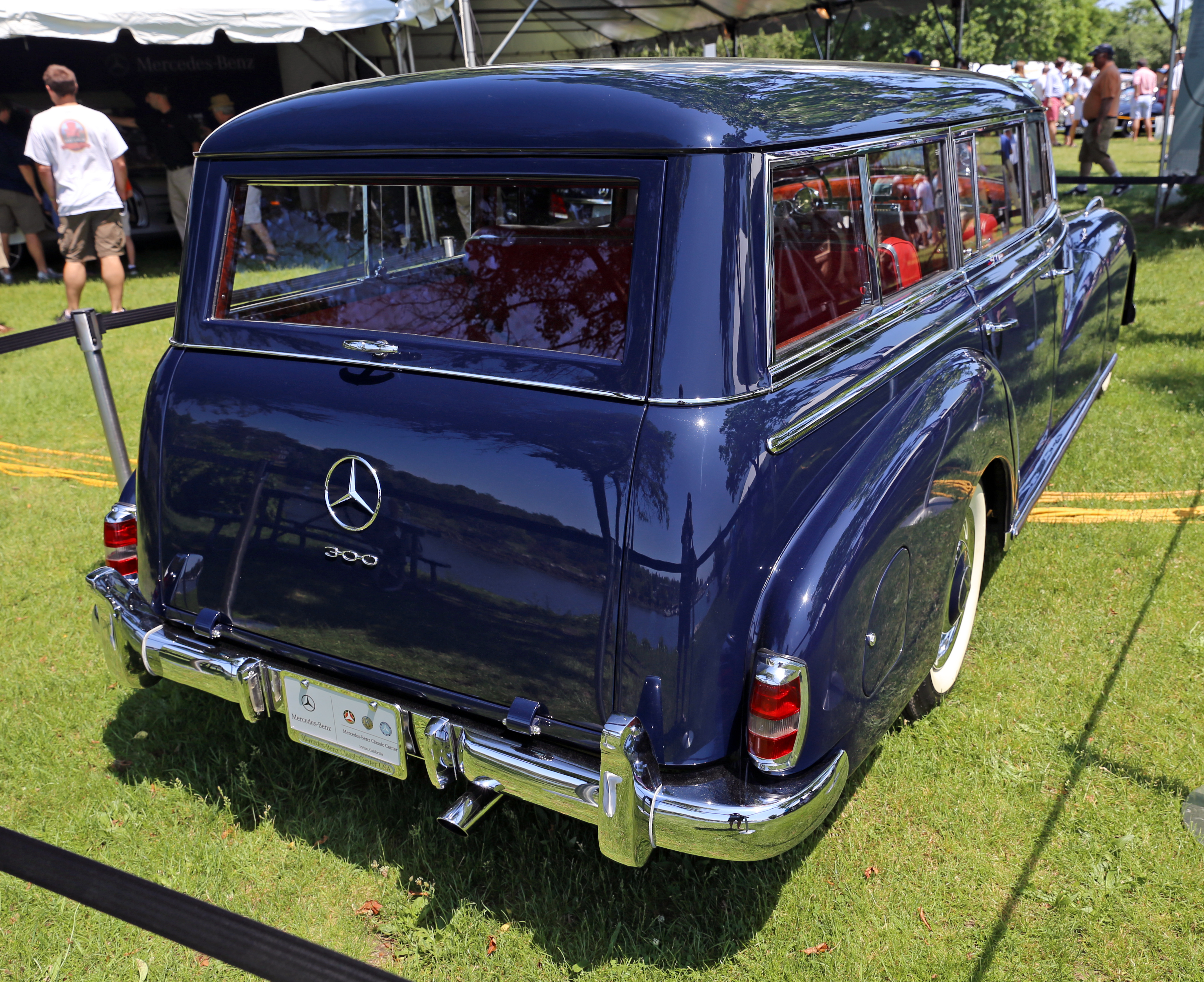
300 c mit Binz-Aufbau (1957)

Bei einer weiteren Überarbeitung im November 1955 wurde die Heckscheibe vergrößert. Außerdem erhielt das Modell eine breitere Bereifung. Eine weitere technische Neuheit war die Eingelenk-Pendelachse. Der 300 c war zudem auf Wunsch erstmals für 1500 DM Aufpreis mit einem Automatic-Getriebe lieferbar. Der Basispreis der Limousine betrug 22.000 DM und der des Cabriolets D 24.700 DM. Cabriolet D bedeutet, dass das Fahrzeug vier Türen mit dazugehörigen vier Seitenscheiben hat. Hierin finden fünf bis sechs Personen Platz. Durch die Lenkradschaltung (später auch Wählhebel für das Automatikgetriebe) können vorn bis zu drei Personen sitzen. Zurückgehend auf einen Wunsch von Bundeskanzler Adenauer wurde eine verlängerte Version des 300 c fertiggestellt. Der neue Adenauer-Wagen hatte außer einem um 100 mm verlängerten Radstand eine Mittelwand.
Im November 1957 ersetzte der noch etwas größere und stärkere 300 d (W 189) den 300 c.

## Technische Daten
|                                              | 300                                                                              | 300 Cabriolet D                                                                  | 300 b | 300 b Cabriolet D | 300 c | 300 c Cabriolet D | 300 c mit verlängertem Radstand                                                                                       |
| -------------------------------------------- | -------------------------------------------------------------------------------- | -------------------------------------------------------------------------------- | --- | --- | --- | --- | --- |
| Konstruktionsbezeichnung                     | W 186 II                                                                         | W 186 II                                                                         | W 186 III | W 186 III | W 186 IV | W 186 IV | W 186 IV |
| Baumuster                                    | 186.011 (mit Schiebedach: 186.015)                                               | 186.014                                                                          | 186.011 (mit Schiebedach: 186.015)                                                                                    | 186.014 | 186.016 (mit Schiebedach: 186.017)                                                                                    | 186.033 | 186.016 (mit Schiebedach: 186.017)                                                                                    |
| Bauzeit                                      | Vorserie 4/1951 / Hauptserie 11/1951–4/1954                                      | Vorserie 4/1951 / Hauptserie 3/1952–4/1954                                       | 3/1954–8/1955 | 4/1954–8/1955 | 9/1955–7/1957 | Vorserie 9/1955 / Hauptserie 12/1955–6/1956                                                                           | 5/1956–7/1957 |
| Motor                                        |                                                                                  |                                                                                  | | | | | |
| Arbeitsverfahren                             | Viertakt-Otto                                                                    | Viertakt-Otto                                                                    | Viertakt-Otto | Viertakt-Otto | Viertakt-Otto | Viertakt-Otto | Viertakt-Otto |
| Anordnung im Fahrzeug                        | vorn, längs; stehend                                                             | vorn, längs; stehend                                                             | vorn, längs; stehend                                                                                                  | vorn, längs; stehend                                                                                                  | vorn, längs; stehend                                                                                                  | vorn, längs; stehend                                                                                                  | vorn, längs; stehend                                                                                                  |
| Motor-Typ / -Baumuster                       | M 186 I / 186.920                                                                | M 186 I / 186.920                                                                | M 186 II / 186.920 | M 186 II / 186.920 | M 186 II / 186.920, mit Automatik 186.921                                                                             | M 186 II / 186.920, mit Automatik 186.921                                                                             | M 186 II / 186.920, mit Automatik 186.921                                                                             |
| Zylinderzahl / -anordnung                    | 6 / Reihe                                                                        | 6 / Reihe                                                                        | 6 / Reihe | 6 / Reihe | 6 / Reihe | 6 / Reihe | 6 / Reihe |
| Bohrung × Hub                                | 85 × 88 mm                                                                       | 85 × 88 mm                                                                       | 85 × 88 mm | 85 × 88 mm | 85 × 88 mm | 85 × 88 mm | 85 × 88 mm |
| Hubraum                                      | 2996 cm³ (nach Steuerformel 2975 cm³)                                            | 2996 cm³ (nach Steuerformel 2975 cm³)                                            | 2996 cm³ (nach Steuerformel 2975 cm³)                                                                                 | 2996 cm³ (nach Steuerformel 2975 cm³)                                                                                 | 2996 cm³ (nach Steuerformel 2975 cm³)                                                                                 | 2996 cm³ (nach Steuerformel 2975 cm³)                                                                                 | 2996 cm³ (nach Steuerformel 2975 cm³)                                                                                 |
| Verdichtung (ε)                              | 6,4                                                                              | 6,4                                                                              | 7,4–7,5 | 7,4–7,5 | 7,4–7,5 | 7,4–7,5 | 7,4–7,5 |
| Leistung / bei                               | 115 PS (85 kW) bei 4600/min                                                      | 115 PS (85 kW) bei 4600/min                                                      | 125 PS (92 kW) bei 4500/min                                                                                           | 125 PS (92 kW) bei 4500/min                                                                                           | 125 PS (92 kW) bei 4500/min                                                                                           | 125 PS (92 kW) bei 4500/min                                                                                           | 125 PS (92 kW) bei 4500/min                                                                                           |
| Drehmoment / bei                             | 20 mkp (196 N·m) bei 2500/min                                                    | 20 mkp (196 N·m) bei 2500/min                                                    | 22,5 mkp (221 N·m) bei 2600/min                                                                                       | 22,5 mkp (221 N·m) bei 2600/min                                                                                       | 22,5 mkp (221 N·m) bei 2600/min                                                                                       | 22,5 mkp (221 N·m) bei 2600/min                                                                                       | 22,5 mkp (221 N·m) bei 2600/min                                                                                       |
| Ventilanordnung / -anzahl                    | 1 Einlass, 1 Auslass / hängend                                                   | 1 Einlass, 1 Auslass / hängend                                                   | 1 Einlass, 1 Auslass / hängend                                                                                        | 1 Einlass, 1 Auslass / hängend                                                                                        | 1 Einlass, 1 Auslass / hängend                                                                                        | 1 Einlass, 1 Auslass / hängend                                                                                        | 1 Einlass, 1 Auslass / hängend                                                                                        |
| Ventilsteuerung                              | obenliegende Nockenwelle                                                         | obenliegende Nockenwelle                                                         | obenliegende Nockenwelle                                                                                              | obenliegende Nockenwelle                                                                                              | obenliegende Nockenwelle                                                                                              | obenliegende Nockenwelle                                                                                              | obenliegende Nockenwelle                                                                                              |
| Nockenwellenantrieb                          | Duplex-Rollenkette                                                               | Duplex-Rollenkette                                                               | Duplex-Rollenkette | Duplex-Rollenkette | Duplex-Rollenkette | Duplex-Rollenkette | Duplex-Rollenkette |
| Gemischbildung                               | 2 Fallstromvergaser Solex 40 PBJC                                                | 2 Fallstromvergaser Solex 40 PBJC                                                | 2 Register-Fallstromvergaser Solex 32 PAIAT mit Startautomatik                                                        | 2 Register-Fallstromvergaser Solex 32 PAIAT mit Startautomatik                                                        | 2 Register-Fallstromvergaser Solex 32 PAIAT mit Startautomatik                                                        | 2 Register-Fallstromvergaser Solex 32 PAIAT mit Startautomatik                                                        | 2 Register-Fallstromvergaser Solex 32 PAIAT mit Startautomatik                                                        |
| Kraftstofftank: Anordnung / Fassungsvermögen | im Heck / 65 l; ab 2/1952: 72 l                                                  | im Heck / 65 l; ab 2/1952: 72 l                                                  | im Heck / 72 l | im Heck / 72 l | im Heck / 72 l | im Heck / 72 l | im Heck / 72 l |
| Fahrwerk und Kraftübertragung                |                                                                                  |                                                                                  | | | | | |
| Rahmenausführung                             | X-förmiger Ovalrohr-Rahmen mit Mittelversteifung / Stahlblechkarosserie          | X-förmiger Ovalrohr-Rahmen mit Mittelversteifung / Stahlblechkarosserie          | X-förmiger Ovalrohr-Rahmen mit Mittelversteifung / Stahlblechkarosserie                                               | X-förmiger Ovalrohr-Rahmen mit Mittelversteifung / Stahlblechkarosserie                                               | X-förmiger Ovalrohr-Rahmen mit Mittelversteifung / Stahlblechkarosserie                                               | X-förmiger Ovalrohr-Rahmen mit Mittelversteifung / Stahlblechkarosserie                                               | X-förmiger Ovalrohr-Rahmen mit Mittelversteifung / Stahlblechkarosserie                                               |
| Radaufhängung; vorne                         | Doppel-Querlenker-Achse                                                          | Doppel-Querlenker-Achse                                                          | Doppel-Querlenker-Achse                                                                                               | Doppel-Querlenker-Achse                                                                                               | Doppel-Querlenker-Achse                                                                                               | Doppel-Querlenker-Achse                                                                                               | Doppel-Querlenker-Achse                                                                                               |
| Radaufhängung; hinten                        | Pendel-Schwingachse                                                              | Pendel-Schwingachse                                                              | Pendel-Schwingachse                                                                                                   | Pendel-Schwingachse                                                                                                   | Eingelenk-Pendelachse                                                                                                 | Eingelenk-Pendelachse                                                                                                 | Eingelenk-Pendelachse                                                                                                 |
| Federung; vorne                              | Schraubenfedern, Drehstab-Stabilisator                                           | Schraubenfedern, Drehstab-Stabilisator                                           | Schraubenfedern, Drehstab-Stabilisator                                                                                | Schraubenfedern, Drehstab-Stabilisator                                                                                | Schraubenfedern, Drehstab-Stabilisator                                                                                | Schraubenfedern, Drehstab-Stabilisator                                                                                | Schraubenfedern, Drehstab-Stabilisator                                                                                |
| Federung; hinten                             | Doppel-Schraubenfedern, elektrisch zuschaltbare Drehstabfederung                 | Doppel-Schraubenfedern, elektrisch zuschaltbare Drehstabfederung                 | Doppel-Schraubenfedern, elektrisch zuschaltbare Drehstabfederung                                                      | Doppel-Schraubenfedern, elektrisch zuschaltbare Drehstabfederung                                                      | Doppel-Schraubenfedern, elektrisch zuschaltbare Drehstabfederung                                                      | Doppel-Schraubenfedern, elektrisch zuschaltbare Drehstabfederung                                                      | Doppel-Schraubenfedern, elektrisch zuschaltbare Drehstabfederung                                                      |
| Lenkung                                      | Schneckenlenkung, ab 1952 Kugelumlauflenkung                                     | Schneckenlenkung, ab 1952 Kugelumlauflenkung                                     | Kugelumlauflenkung | Kugelumlauflenkung | Kugelumlauflenkung | Kugelumlauflenkung | Kugelumlauflenkung |
| Bremsanlage (Fußbremse)                      | hydraulisch, auf Vorder- und Hinterräder wirkend; Trommelbremsen vorn und hinten | hydraulisch, auf Vorder- und Hinterräder wirkend; Trommelbremsen vorn und hinten | hydraulisch, mit Unterdruck-Bremskraftverstärker, auf Vorder- und Hinterräder wirkend; Trommelbremsen vorn und hinten | hydraulisch, mit Unterdruck-Bremskraftverstärker, auf Vorder- und Hinterräder wirkend; Trommelbremsen vorn und hinten | hydraulisch, mit Unterdruck-Bremskraftverstärker, auf Vorder- und Hinterräder wirkend; Trommelbremsen vorn und hinten | hydraulisch, mit Unterdruck-Bremskraftverstärker, auf Vorder- und Hinterräder wirkend; Trommelbremsen vorn und hinten | hydraulisch, mit Unterdruck-Bremskraftverstärker, auf Vorder- und Hinterräder wirkend; Trommelbremsen vorn und hinten |
| Feststellbremse (Handbremse)                 | mechanisch, auf Hinterräder wirkend                                              | mechanisch, auf Hinterräder wirkend                                              | mechanisch, auf Hinterräder wirkend                                                                                   | mechanisch, auf Hinterräder wirkend                                                                                   | mechanisch, auf Hinterräder wirkend                                                                                   | mechanisch, auf Hinterräder wirkend                                                                                   | mechanisch, auf Hinterräder wirkend                                                                                   |
| Räder                                        | Scheibenräder                                                                    | Scheibenräder                                                                    | Scheibenräder | Scheibenräder | Scheibenräder | Scheibenräder | Scheibenräder |
| Felgen                                       | Tiefbettfelge 5 K x 15                                                           | Tiefbettfelge 5 K x 15                                                           | Tiefbettfelge 5 K x 15                                                                                                | Tiefbettfelge 5 K x 15                                                                                                | Tiefbettfelge 5,50 K x 15                                                                                             | Tiefbettfelge 5,50 K x 15                                                                                             | Tiefbettfelge 5,50 K x 15                                                                                             |
| Reifen                                       | 7,00-15 extra (6 PR)                                                             | 7,00-15 extra (6 PR)                                                             | 7,00-15 extra (6 PR)                                                                                                  | 7,00-15 extra (6 PR)                                                                                                  | 7,60 S 15 (6 PR) | 7,60 S 15 (6 PR) | 7,60 S 15 (6 PR) |
| Angetriebene Räder                           | Hinterräder                                                                      | Hinterräder                                                                      | Hinterräder | Hinterräder | Hinterräder | Hinterräder | Hinterräder |
| Kraftübertragung                             | geteilte Gelenkwelle                                                             | geteilte Gelenkwelle                                                             | geteilte Gelenkwelle                                                                                                  | geteilte Gelenkwelle                                                                                                  | geteilte Gelenkwelle                                                                                                  | geteilte Gelenkwelle                                                                                                  | geteilte Gelenkwelle                                                                                                  |
| Getriebe und Fahrleistungen                  |                                                                                  |                                                                                  | | | | | |
| Getriebe                                     | 4-Gang-Schaltgetriebe                                                            | 4-Gang-Schaltgetriebe                                                            | 4-Gang-Schaltgetriebe                                                                                                 | 4-Gang-Schaltgetriebe                                                                                                 | 4-Gang-Schaltgetriebe, auf Wunsch: 3-Gang-Automatikgetriebe                                                           | 4-Gang-Schaltgetriebe, auf Wunsch: 3-Gang-Automatikgetriebe                                                           | 4-Gang-Schaltgetriebe, auf Wunsch: 3-Gang-Automatikgetriebe                                                           |
| Schaltung                                    | Lenkradschaltung                                                                 | Lenkradschaltung                                                                 | Lenkradschaltung | Lenkradschaltung | Lenkradschaltung; Automatik: Wählhebel am Lenkrad                                                                     | Lenkradschaltung; Automatik: Wählhebel am Lenkrad                                                                     | Lenkradschaltung; Automatik: Wählhebel am Lenkrad                                                                     |
| Kupplung                                     | Einscheiben-Trockenkupplung                                                      | Einscheiben-Trockenkupplung                                                      | Einscheiben-Trockenkupplung                                                                                           | Einscheiben-Trockenkupplung                                                                                           | Einscheiben-Trockenkupplung; Automatik: hydraulischer Drehmomentwandler im Automatikgetriebe                          | Einscheiben-Trockenkupplung; Automatik: hydraulischer Drehmomentwandler im Automatikgetriebe                          | Einscheiben-Trockenkupplung; Automatik: hydraulischer Drehmomentwandler im Automatikgetriebe                          |
| Getriebeart                                  | Zahnrad-Wechselgetriebe                                                          | Zahnrad-Wechselgetriebe                                                          | Zahnrad-Wechselgetriebe                                                                                               | Zahnrad-Wechselgetriebe                                                                                               | Zahnrad-Wechselgetriebe; Automatik: Planetengetriebe                                                                  | Zahnrad-Wechselgetriebe; Automatik: Planetengetriebe                                                                  | Zahnrad-Wechselgetriebe; Automatik: Planetengetriebe                                                                  |
| Getriebe-Übersetzung                         | I. 3,68; II. 2,25; III. 1,42; IV. 1,0; R. 3,08                                   | I. 3,68; II. 2,25; III. 1,42; IV. 1,0; R. 3,08                                   | I. 3,44; II. 2,30; III. 1,53; IV. 1,0; R. 3,08                                                                        | I. 3,44; II. 2,30; III. 1,53; IV. 1,0; R. 3,08                                                                        | I. 3,44; II. 2,30; III. 1,53; IV. 1,0; R. 3,08; Automatik: I. 2,303; II. 1,435; III. 1,0; R. 2,01                     | I. 3,44; II. 2,30; III. 1,53; IV. 1,0; R. 3,08; Automatik: I. 2,303; II. 1,435; III. 1,0; R. 2,01                     | I. 3,44; II. 2,30; III. 1,53; IV. 1,0; R. 3,08; Automatik: I. 2,303; II. 1,435; III. 1,0; R. 2,01                     |
| Achsantriebsübersetzung                      | 4,44                                                                             | 4,44                                                                             | 4,67 | 4,67 | 4,67 | 4,67 | 4,67 |
| Höchstgeschwindigkeit                        | 155 km/h                                                                         | 155 km/h                                                                         | 160 km/h | 160 km/h | 160 km/h; Automatik: 155 km/h                                                                                         | 160 km/h; Automatik: 155 km/h                                                                                         | 160 km/h; Automatik: 155 km/h                                                                                         |
| Beschleunigung 0–100 km/h                    | 18 s                                                                             | 18 s                                                                             | 17 s | 17 s | 17 s; Automatik: 18 s                                                                                                 | 17 s; Automatik: 18 s                                                                                                 | 17 s; Automatik: 18 s                                                                                                 |
| Kraftstoffverbrauch nach DIN 70030           | 13,8 l                                                                           | 13,8 l                                                                           | 12,5 l | 12,5 l | 12,5 l | 12,5 l | 12,5 l |
| Abmessungen und Gewichte                     |                                                                                  |                                                                                  | | | | | |
| Radstand                                     | 3050 mm                                                                          | 3050 mm                                                                          | 3050 mm | 3050 mm | 3050 mm | 3050 mm | 3150 mm |
| Spur vorne / hinten                          | 1480 / 1525 mm                                                                   | 1480 / 1525 mm                                                                   | 1480 / 1525 mm | 1480 / 1525 mm | 1480 / 1525 mm | 1480 / 1525 mm | 1480 / 1525 mm |
| Länge                                        | 4950 mm                                                                          | 4950 mm                                                                          | 5055 mm | 5055 mm | 5055 mm | 5055 mm | 5155 mm |
| Breite                                       | 1838 mm                                                                          | 1838 mm                                                                          | 1838 mm | 1838 mm | 1838 mm | 1838 mm | 1838 mm |
| Höhe                                         | 1600 mm                                                                          | 1640 mm                                                                          | 1600 mm | 1640 mm | 1600 mm | 1600 mm | 1600 mm |
| Gewicht des Fahrgestells                     | 1140 kg                                                                          | 1140 kg                                                                          | 1160 kg | 1160 kg | 1180 kg, mit Automatik 1230 kg                                                                                        | 1180 kg, mit Automatik 1230 kg                                                                                        | k. A. |
| Leergewicht (Wagengewicht)                   | 1770 kg                                                                          | 1820 kg                                                                          | 1770 kg | 1820 kg | 1860 kg, mit Automatik 1910 kg                                                                                        | 1940 kg, mit Automatik 1990 kg                                                                                        | k. A. |
| Zul. Gesamtgewicht                           | 2135 kg                                                                          | 2185 kg                                                                          | 2220 kg | 2220 kg | 2360 kg | 2360 kg | k. A. |
| Allgemeine Daten                             |                                                                                  |                                                                                  | | | | | |
| Stückzahl                                    | 4563 Limousinen, 2 Fahrgestelle                                                  | 455                                                                              | 1639 Limousinen, 10 Fahrgestelle                                                                                      | 136 | 1367 Limousinen, 3 Fahrgestelle                                                                                       | 51 | 62 |
| Preise                                       | 3/1951: 17.600 DM (ohne Bereifung) 2/1952: 19.900 DM (mit Bereifung)             | 3/1951: 21.600 DM (ohne Bereifung) 2/1952: 23.700 DM (mit Bereifung)             | 2/1954: 22.000 DM | 2/1954: 24.700 DM | 9/1955: 22.000 DM (mit Schaltgetriebe) bzw. 23.500 DM (mit Automatikgetriebe)                                         | 9/1955: 24.700 DM (mit Schaltgetriebe) bzw. 26.200 DM (mit Automatikgetriebe)                                         | 6/1956: 25.000 DM (mit Schaltgetriebe) bzw. 26.500 DM (mit Automatikgetriebe)                                         |
| Belege                                       |                                                                                  |                                                                                  | | | | | |